# Гамма Микола Опанасович
Микол́а Опана́сович Гамма — полковник медичної служби Збройних сил України, Заслужений лікар України (2012).

## Життєпис
1973 року закінчив середню школу. Навчався в Ленінградській військово-медичній академії. Лейтенант медичної служби Микола Гамма працював на Уралі. Займав посаду начальника відділення гастроентерології 411-го військового госпіталю. В Чорнобилі з перших днів катастрофи, із дозиметром та марлевою пов'язкою здійснював огляд і санітарну обробку людей, яких евакуювали з 30-кілометрової «мертвої зони».
Головний терапевт Військово-медичного клінічного центру Південного регіону, заслужений лікар України, гастроентеролог.

## Нагороди
За особисту мужність і героїзм, виявлені у захисті державного суверенітету та територіальної цілісності України, вірність військовій присязі під час російсько-української війни також відзначений:
- орденом орденом Богдана Хмельницького III ступеня[2]